# Малкога яванська
Малко́га яванська (Phaenicophaeus curvirostris) — вид зозулеподібних птахів родини зозулевих (Cuculidae). Мешкає в Південно-Східній Азії.

## Опис
Довжина птаха становить 42-49 см. Голова сіра, верхня частина тіла темно-зелена або темно-синьо-зелена, кінець хвоста темно-бордовий, надхвістя і нижня частина тіла каштанові. Райдужки у самців блакитні, у самиць жовті, навколо очей плями голої червоної шкіри. Дзьоб великий, мігнутий,зверху блідо-жовтий, знизу темно-червоний або чорний. Лапи темно-сірі.

## Підвиди
Виділяють шість підвидів:
- P. c. singularis (Parrot, 1907) — південь М'янми і Таїланду (перешийок Кра), Малайський півострів, Суматра;
- P. c. oeneicaudus Verreaux, J & Verreaux, É, 1855 — Ментавайські острови (на південний захід від Суматри);
- P. c. curvirostris (Shaw, 1810) — західна і центральна Ява;
- P. c. deningeri Stresemann, 1913 — східна Ява і Балі;
- P. c. microrhinus Berlepsch, 1895 — Калімантан, острови Банка і Натуна[en];
- P. c. harringtoni (Sharpe, 1877) — Палаван і сусідні острови.

## Поширення і екологія
Яванські малкоги мешкають в Таїланді, М'янмі, Малайзії, Індонезії, Брунеї і на Філіппінах. Вони живуть в середньому ярусі вологих тропічних лісів, в мангрових лісах, на плантаціях і в садах. Зустрічаються на висоті до 1100 м над рівнем моря. Живляться дрібними хребетними, зокрема дрібними ящірками, жабами і птахами, а також комахами, зокрема гусінню, кониками, цикадами, паличниками, богомолами і тарганами, павуками і дрібними крабами. 
Сезон розмноження у яванських малког на Калімантані триває з серпня по грудень, в Малайзії з січня по вересень. Ці птахи не практикують гніздовий паразитизм. Пара птахів будує з гілочок гніздо чашоподібної форми. діаметр якого становить 35 см, внутрішній діаметр 11 см, глибина 5 см. В кладці 2-3 білих яйця розмаром 34×28 мм. Інкубаційний період триває 13 днів, пташенята покидають гніздо через 11 днів після вилуплення. Насиджують і доглядають за пташенятами і самиці, і самці.